# Brasilostreptus schalleri
Brasilostreptus schalleri är en mångfotingart som beskrevs av Kraus 1960. Brasilostreptus schalleri ingår i släktet Brasilostreptus och familjen Spirostreptidae. Inga underarter finns listade i Catalogue of Life.